# Sitting Ducks (episodio de The Tomorrow People)
Sitting Ducks es el décimo segundo episodio de la primera temporada de la serie estadounidense de drama y ciencia ficción, The Tomorrow People. El episodio fue escrito por Phil Klemmer y Micah Schraft y dirigido por Dermott Downs. Fue estrenado el 29 de enero de 2014 en Estados Unidos por la cadena The CW.
Stephen se preocupa cuando Hillary deja ver que sabe sobre Astrid. Peter invita a Marla y Luca a ir de campamento, sin embargo, Stephen decide unirse para evitar que su familia esté expuesta a alguna situación peligrosa. Sabiendo que estará fuera de la ciudad, Stephen acude a John y Cara para pedirles que mantengan a salvo a Astrid. Cara y Astrid creen que Stephen está siendo paranoico pero John cree que podría tener razón y se ofrece a vigilar a Astrid. Finalmente, John, Cara y Stephen creen haber descubierto a un iniciado.

## Elenco
- Robbie Amell como Stephen Jameson.
- Peyton List como Cara Coburn.
- Luke Mitchell como John Young.
- Aaron Yoo como Russell Kwon.
- Madeleine Mantock como Astrid Finch.
- Mark Pellegrino como el Dr. Jedikiah Price.

## Continuidad
- Este es un episodio centrado en Astrid.
- El episodio marca la primera aparición de Tony, vía flashback.
- Marla Jameson y Peter MacKenzie fueron vistos anteriormente en The Citadel.
- Hillary le revela a Jedikiah que Astrid está al tanto de los poderes de Stephen.
- Se revela que el verdadero nombre de Peter es Peter Henry MacKenzie.

- También se revela que Peter cambió su apellido Foster por MacKenzie en 2006 para honrar a su padrastro recién fallecido.

- Jedikiah ordena asesinar a Astrid.
- Stephen intenta probar que Peter posee poderes y lo arroja por un precipicio.
- Marla revela que ha cuidado a Stephen y Luca de "cosas que jamás podrían imaginarse".
- Astrid es llevada la guarida de los Chicos del mañana.
- John revela cómo conoció a Roger.
- Cara, Stephen y John creen que Luca puede ser un nuevo iniciado.

## Banda sonora[3]
| N.º | Intérprete  | Título   | Álbum    |
| --- | ----------- | -------- | -------- |
| 1   | David Bowie | «Heroes» | “Heroes” |